# شهرستان آجارا
شهرستان آجارا (به لاتین: Adjarra) یک منطقهٔ مسکونی در بنین است که در استان اومه واقع شده‌است. شهرستان آجارا ۱۱۲ کیلومتر مربع مساحت و ۹۷٬۴۲۴ نفر جمعیت دارد.